# Marthe-Joséphine de Comarieu de Montalembert
Pour les articles homonymes, voir Comarieu et Montalembert.
Marthe-Joséphine de Comarieu, demoiselle d'Hervilly, baronne de Montalembert, née en 1756 à Paris et morte le 16 avril 1808 à Londres,, est une personnalité de la noblesse française.

## Biographie
Sœur de Marie-Joséphine de Comarieu, elle se marie au baron Jean-Charles de Montalembert le 23 juin 1775.
Elle est connue pour avoir effectué en 1784 un voyage en ballon avec sa sœur, expérience relatée par Jules Verne dans sa nouvelle Un drame dans les airs. Jules Verne y reprend l'erreur répandue par la presse qui la qualifie de « comtesse de Montalembert ».
Elle est la mère de Marc-René de Montalembert.
Inhumé du cimetière de Saint-Pancrace à Londres, son cœur est ramené en France en juin 1826.